# En fasansfull natt (film, 1927)
För andra betydelser, se The Cat and the Canary.

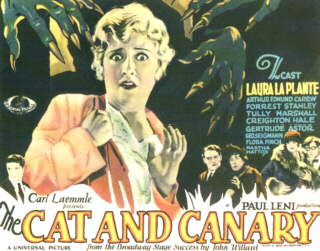
Originalfilmaffischen från 1927.

En fasansfull natt (engelska: The Cat and the Canary) är en amerikansk skräckfilm från 1927 i regi av Paul Leni. I huvudrollerna ses Laura La Plante, Creighton Hale och Forrest Stanley. Filmen är baserad på John Willards pjäs The Cat and the Canary från 1922. Den är en mysterieskräckfilm med inslag av komedi, och innehåller flera inslag som i dag ses som klichéer inom skräckfilmen. Filmen fick en nyinspelning 1939.

## Rollista i urval
- Laura La Plante – Annabelle West
- Creighton Hale – Paul Jones
- Forrest Stanley – Charles Wilder
- Tully Marshall – Roger Crosby
- Gertrude Astor – Cecily
- Flora Finch – Susan
- Arthur Edmund Carewe – Harry
- Martha Mattox – Mammy Pleasant
- George Siegmann – vakten
- Lucien Littlefield – Ira Lazar